# 顧言 (萬曆進士)
顧言（1558年—1627年），字尚實，號中瑜，直隸常州府江陰縣人，明朝政治人物。

## 生平
萬曆十六年（1588年）戊子科應天鄉試舉人。萬曆二十年（1592年），登壬辰科第三甲第一百四名進士。禮部觀政，二十二年初授慈溪县知县，二十七年擢升南京刑部主事，二十八年升郎中，三十一年出为南昌知府，违逆首辅之意，三十五年被贬为河南汝州知州。三十八年升南户部员外郎，三十九年升郎中，本年丁憂。四十二年補户部郎中，四十三年督饷延绥，四十六年丁艱歸。服阕，天啓四年（1624年）起为兵部职方司郎中，五年升浙江按察司副使，七年升四川布政司右参政，赴任時卒于金华途中。

## 家族
曾祖顧清；祖父顧訓；父顧儒。